# 엠마 스톤
에밀리 진 "엠마" 스톤(영어: Emily Jean "Emma" Stone 에밀리 진 "에마" 스톤[*], 1988년 11월 6일 ~ )은 미국의 배우이다. 애리조나주 스코츠데일에서 태어나고 자란 스톤은 2000년 연극 《The Willows in the Willows》로 어린 시절부터 연기를 접했다. 10대 때, 어머니와 함께 로스 앤젤레스로 이주한 그녀는 파일럿 프로그램으로 제작 된 리얼리티 쇼인 VH1의 《In Search of the New Partridge Family》(2004)로 TV 데뷔를 했다. 이후 2007년 폭스의 TV 시리즈 《드라이브》에서 바이얼릿 트림블 역으로 여러 에피소드에 출연하는 등 텔레비전에서 작은 역할을 거친 후, 그녀는 같은 해에 공개된 영화 《슈퍼배드》로 영화 데뷔하여 영 헐리우드 어워즈에서 익사이팅 뉴 페이스상을 수상했으며, 《좀비랜드》(2009)로 그녀의 역할에 대해 긍정적인 언론의 주목을 받았다.
2010년 틴 코미디 영화 《이지 A》로 첫 주연을 맡았고 영국 아카데미 영화상(BAFTA) 라이징 스타상과 골든 글로브상 영화 뮤지컬·코미디 부문 여우주연상에 후보로 올랐다. 이 주목을 받게 된 이후 그녀는 상업적으로 성공한 영화 《크레이지, 스투피드, 러브》(2011)와 비평가들에 찬사를 받은 드라마 영화 《헬프》(2011)에 출연했다. 스톤은 슈퍼 히어로 영화 《스파이더맨 영화 시리즈》를 리부트한 《어메이징 스파이더맨》(2012)과 2014년이 공개된 속편에서 그웬 스테이시 역할을 맡았다. 그녀는 블랙 코미디 영화 《버드맨》(2014)에서 회복중인 마약 중독자의 역할을 연기해 미국 아카데미상 여우조연상 후보로 올랐다. 그녀는 재공연 된 뮤지컬 《캬바레》(2014-15)로 브로드웨이 무대에 데뷔하였다. 뮤지컬 영화 《라라랜드》(2016)에서 그녀의 연기는 비평가들에 호평을 받아 베네치아 국제 영화제에서 볼피컵 여우주연상과 골든 글로브상 영화 뮤지컬·코미디 부문 여우주연상, 미국 배우 조합상(SAG) 여우주연상, 영국 아카데미 영화상(BAFTA) 여우주연상, 미국 아카데미상 여우주연상을 수상하였고 세계적으로 큰 명성을 얻으며 스타덤에 올랐다.
2015년에 세계에서 가장 높은 개런티를 받는 여성 배우 중 한 명인 스톤은 그녀의 세대 중에서 재능 있는 여성 배우로 미디어에서 일컬어지며, 2013년 포브스 셀러브리티 100에 올랐다.
제96회 아카데미 시상식에서 영화 《가여운 것들》을 통해 두 번째여우주연상을 수상하였다.

## 성장 과정
스톤은 애리조나주 스코츠데일에서 도급업자인 아버지 제프 스톤과 가정주부인 어머니 크리스타 스톤 사이에 태어났다. 부모님은 캐멀백 골프 클럽의 공동 소유자로, 스톤은 12살부터 캐멀백 인 리조트에서 살았다. 형제자매로는 남동생 스펜서 스톤이 있다. 그녀의 할아버지 콘래드 외스트베리 스톤은 스웨덴인 혈통으로, 엘리스섬으로 이주해 원래 성 스텐(Sten)을 영어식인 스톤(Stone)으로 바꾸었다. 스톤은 또한 펜실베이니아 더치, 잉글랜드계, 스코틀랜드계, 아일랜드계의 혈통을 지닌다.

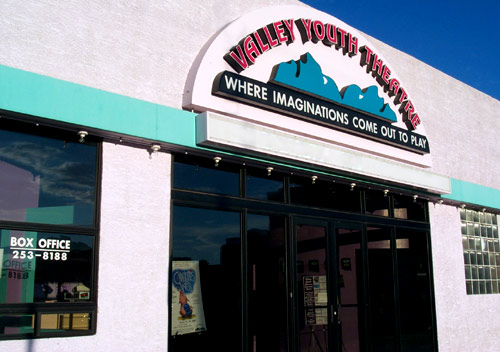
스톤은 밸리 유스 극장에서 16편의 작품에 출연했다.

스톤은 세쿼이야 초등학교와 코코파 중학교를 다녔으며, 밸리 유스 극장의 일원으로 《공주와 완두콩》, 《이상한 나라의 앨리스》, 《요셉 어메이징》 등 16개의 작품에 출연하며 2년 간은 재택교육을 하였다. 부모님은 스톤에게 윌리엄 모리스 에이전시 직원에게 연기 교육을 받게하였다.
스톤은 루터교 집안에서 자랐지만, 가톨릭계 여학교인 제이비어 대학 입시 학교에 다녔다. 하지만, 연기 공부를 이유로 캘리포니아주로 가길 원했고, 부모님을 설득하기 위해 마돈나의 노래 "Hollywood"에 맞춰 파워포인트로 프레젠테이션을 하였다. 이후 고등학교를 중퇴하고, 2004년 1월, 스톤은 15세의 나이에 어머니와 함께 로스앤젤레스의 아파트에 거주하면서 오디션을 보러 다녔다. 역할에 대한 오디션 사이에서, 그녀는 온라인 고등학교 수업에 등록하여 학업을 이어 나갔고, 애견 제빵 베이커리에서 아르바이트로 일했다.

## 경력

### 2004-2008: 아역 경력
영화 배우 조합에 ‘에밀리 스톤’이라는 이름이 이미 등록되어 있어, 스톤은 ‘엠마 스톤’이라는 이름을 선택하였다. 가족과 친구들에게는 에밀리로 불리고 있다. 처음에는 ‘라일리 스톤’이라는 이름으로 활동하였으나, 《말콤네 좀 말려줘》 게스트 출연한 후부터는 현재의 이름으로 활동하고 있다. ‘엠마’는 어머니가 지어준 별명이라고 한다.
2004년, VH1의 탤런트 발굴 프로그램 《In Search of the New Partridge Family》에서 로리 패트리지 역할을 따낸 후 텔레비전에서 경력을 시작했다. 탤런트 발굴 프로그램의 결과로, 이듬해 2005년 TV 드라마 《새로운 파트리지 패밀리》가 제작되지만, 파일럿 에피소드만이 방영되었다. 이후 《고스트 & 크라임》, 《말콤네 좀 말려줘》, 《럭키 루이》 등 연이어 정기적으로 출연하였다. NBC의 SF 드라마 《히어로즈》의 클레어 베넷 역할에 오디션을 보았지만, 결국 헤이든 패네티어가 캐스팅되었다. 스톤은 이 경험을 "최악"이라고 하였다. 2007년 4월, 스톤은 폭스의 액션 드라마 《드라이브》에 바이얼릿 트림블 역으로 고정 출연하였으나, 방영 도중 취소되어 7회 만이 방영되었다.
2007년 공개된 영화 《슈퍼배드》로 첫 장편 영화 데뷔하여, 조나 힐이 연기하는 주인공 세스 애인 줄스를 연기했다. 이후 2008년 공개된 영화 《록커》에서 베이스 기타리스트 아멜리아를 연기했다. 또한, 《하우스 버니》에 출연하였다. 이 작품에서 스톤은 내털리 역할을 맡아 또 더 웨이트리시스의 1982년 곡 "I Know What Boys Like"를 커버했다.

### 2009-2011: 초기 경력

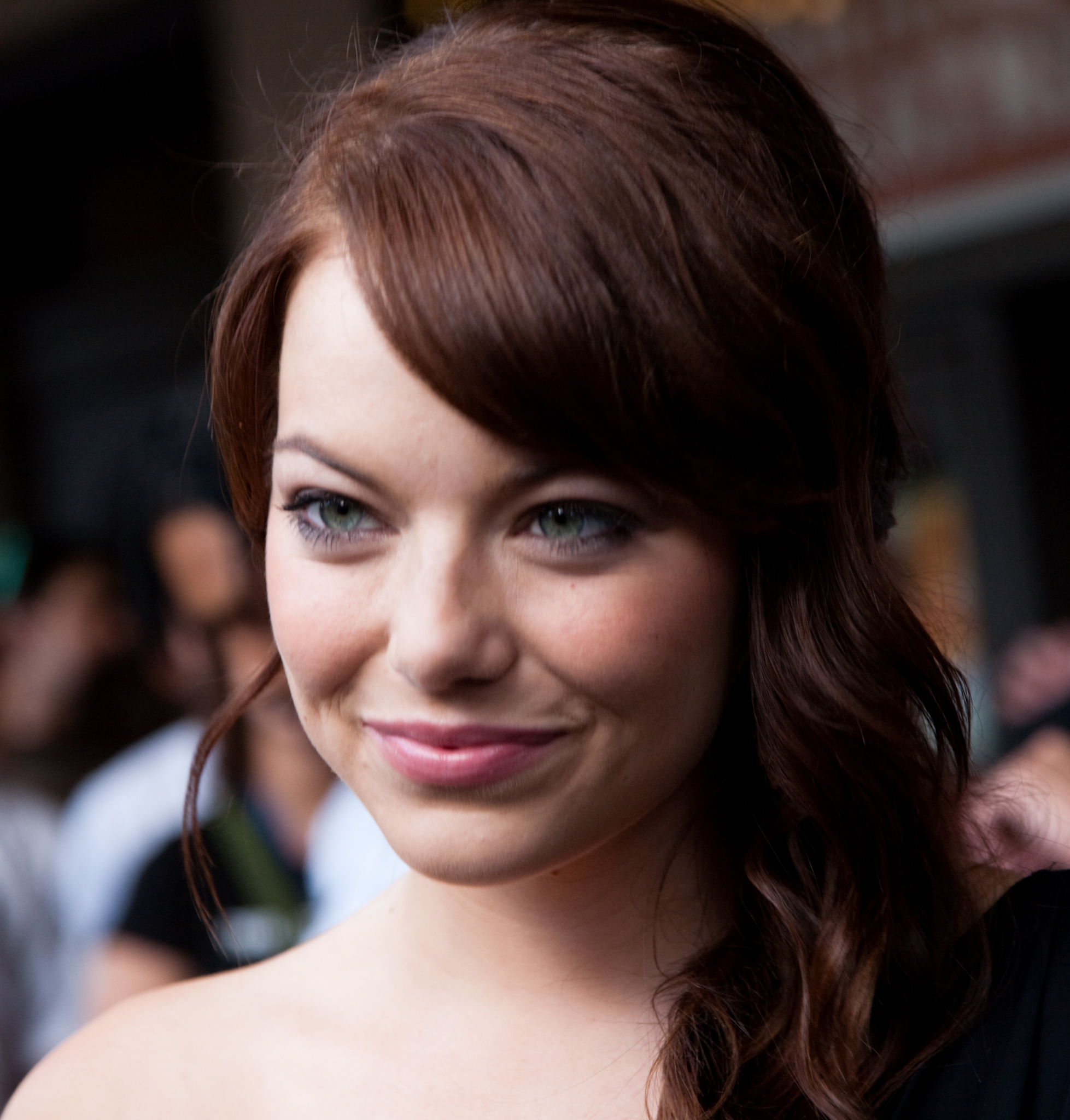
《좀비랜드》 월드 프리미어에서의 스톤 (2009년)

2009년 스톤은 마크 워터스 감독의 로맨틱 코미디 영화 《고스트 오브 걸프렌즈 패스트》에서 매슈 매코너헤이, 제니퍼 가너, 마이클 더글러스와 공동 출연하였다. 스톤은 이 영화에서는 찰스 디킨스의 소설 《크리스마스 캐럴》의 고스트 오브 크리스마스 패스트를 기반으로 한 과거 여자 친구의 영혼을 연기했다. 같은 해, 공포 코미디 영화 《좀비랜드》에서 우디 해럴슨과 제시 아이젠버그와 공동 출연했다. 이 영화의 촬영은 2009년 2월 애틀랜타에서 시작되었다. 이 영화는 미국 내 좀비 영화 사상 2004년 《새벽의 저주》 이후 최고 흥행 성적을 올린 영화가 되었고, 2013년 《월드워Z》가 개봉하기 전까지 지속되었다. 평론가들 사이에서도 아주 좋은 평을 받았다. 스톤은 이 영화에서 여동생 리틀 록(애비게일 브레슬린)과 함께 미국을 여행하는 서바이버 사기꾼의 위치토 역할을 연기했다. 영화의 마지막에 캐릭터의 본명은 크리스타라고 밝혀지며, 이것은 스톤의 어머니 이름에서 유래했다고 한다. 또한 같은 해에, 키어런 멀로니와 그의 아내 미셸이 공동 감독한 《페이퍼맨》에서 제프 대니얼스, 라이언 레이놀즈, 리사 쿠드로와 함께 출연하였다. 스톤은 대니얼스가 연기한 리처드 던의 고용된 베이비시터 애비를 연기하였다. 촬영은 2008년 11월 11일부터 뉴욕주 몬탁에서 시작되었다.

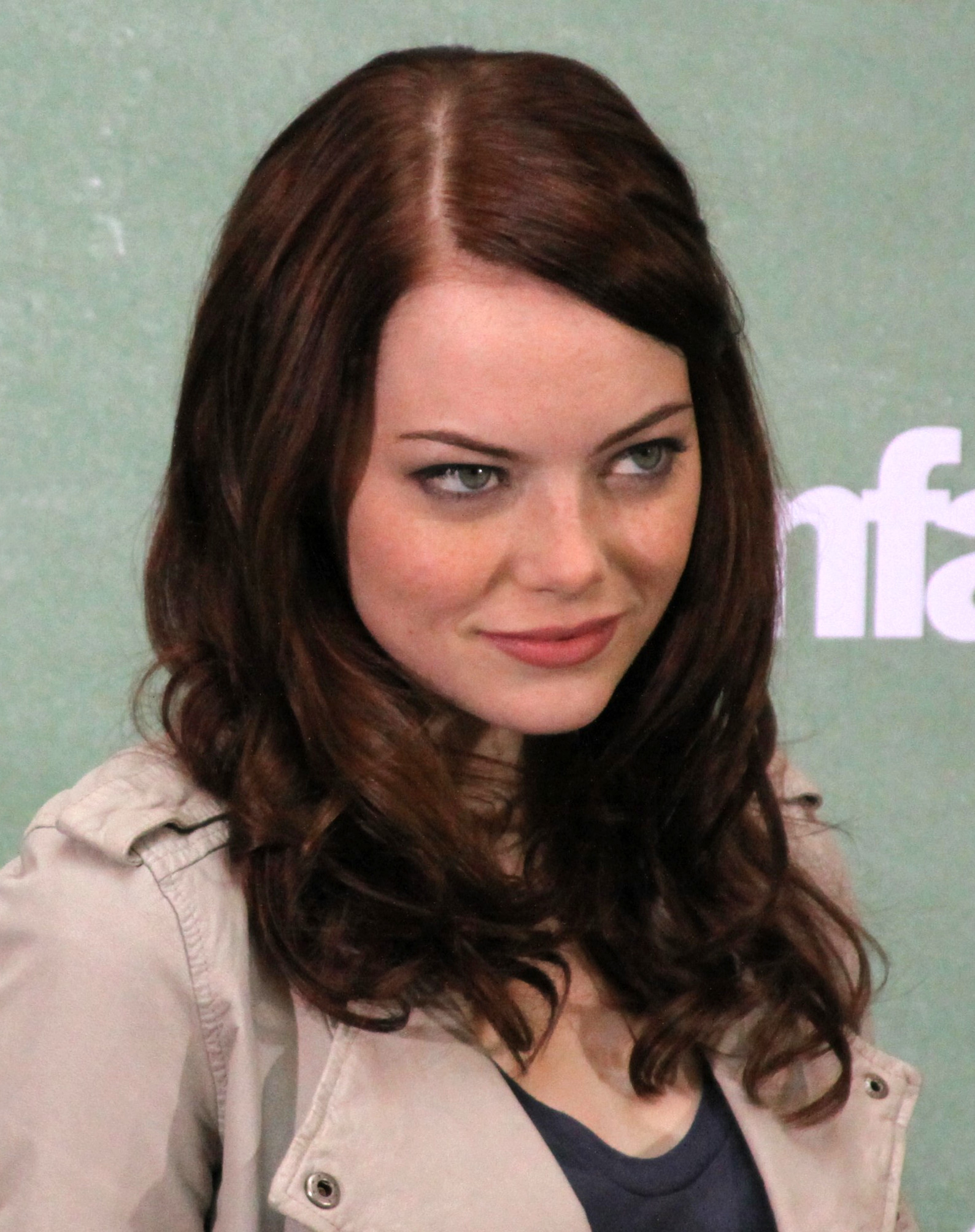
《이지 A》 독일 프리미어에서의 스톤 (2010년)

2010년에는 그레이트 데인을 주인공으로 한 장수 만화 《마마듀크》를 원작으로 한 동명 영화에서 목소리 출연을 했다. 스톤은 이 영화에서 주인공의 마마 듀크 친구인 오스트레일리언 셰퍼드인 메이지를 맡았다. 같은 해에는 윌 글럭 감독 코미디 영화 《이지 A》에서 처음으로 주연을 했다. 이 영화의 각본은 너새니얼 호손의 소설 주홍글씨와 그 주인공 헤스터 프린을 기반으로 하고 있다. 스톤은 이 영화의 프로젝트가 본격적으로 시작하기 이전부터 각본을 읽고 매니저와 함께 관심을 보였다. 작품은 비평가의 절찬을 받았으며, 흥행에서도 크게 성공하였다. 스톤은 이 작품으로 제68회 골든 글로브상 영화 뮤지컬·코미디 부문 여우주연상에 후보 지명되었다.
2010년 9월 12일에는 MTV 비디오 뮤직 어워드에 출연하고 린킨 파크를 소개하는 역할을 했다. 2010년 10월 23일과 2011년 11월 12일에는 《새터데이 나이트 라이브》의 호스트를 맡았다.
2011년에는 윌 글럭 감독의 《프렌즈 위드 베네핏》에서 저스틴 팀버레이크와 밀라 쿠니스와 함께 연기하였다. 영화는 2010년 7월 뉴욕과 로스앤젤레스에서 촬영이 시작되어 2011년 7월 22일에 공개되었다. 같은 해, 스티브 커렐, 라이언 고슬링과 함께 출연한 《크레이지, 스투피드, 러브》가 공개되었다. 영화는 좋은 평을 받았고, TV 가이드가 선정한 2011년 최고의 영화 목록에 이름을 올렸다. 흥행도 성공한 편이며, 스톤 또한 여러 시상식에 후보로 오르거나 수상하였다. 또한, 캐서린 스토킷의 동명의 소설을 원작으로 한 《헬프》에 출연하였다. 영화는 1960년대 미시시피주 잭슨을 무대로 하고 있으며, 스톤은 작가 지망생 스키터 역할을 맡아 남부 미국 영어를 연기를 했다. 영화는 좋은 평을 받았으며, 흥행에서도 성공하였다. 이 작품은 제84회 미국 아카데미상 최우수 작품상 후보에 올랐다. 영화의 원작자 캐서린 스토킷은 스키터 역에 엠마 스톤 이외의 다른 배우를 생각하지 않았다고 한다. 또, 스톤은 자신이 연기한 스키터 역할에 대해 자신의 성격을 어느정도 반영하였다고 말했다.

### 2012-2015:어메이징 스파이더맨,버드맨과 브로드웨이

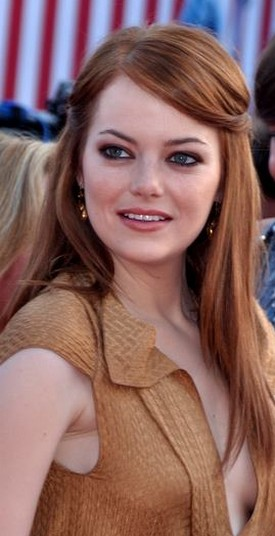
2011년 도빌 아메리칸 영화제에서 스톤.

스톤은 액션 코미디 영화 《21 점프 스트리트》에서 조나 힐의 상대역으로 고려되고 있었지만, 샘 레이미의 스파이더맨 영화 시리즈를 리부트한 마크 웹의 2012년 영화 《어메이징 스파이더맨》의 출연 계약을 마친 후 거절하였다. 그녀는 그웬 스테이시 역할으로, 앤드류 가필드가 연기하는 주인공 스파이더맨의 사랑의 관심을 받는 히로인을 맡았다. 스톤은 이전에 빨간색으로 염색한 머리에서 금발 머리색으로 되돌아갔다. 그녀는 더 밴쿠버 선과의 인터뷰에서 스파이더맨에 대해 스스로 알아야 할 책임이 있다고 느꼈지만 만화를 다 읽지 않았다고 인정했다. 그러면서도 “‘널 위해서라면 죽을 수도 있어’라는 10대 특유의 들끓는 사랑이란 점에서 실연을 경험하지 못한 진짜 첫사랑을 경험할 수 있겠구나 싶더라고요. 그웬의 이야기가 사랑스러워서 푹 빠져서 연기했어요. 결과적으로 사랑에 빠진 두 청소년의 풋풋함을 연기할 수 있어서 즐거웠어요.”라고 말했다. 또, “내 경험은 샘 레이미 영화와 관련이 있었다. 나는 항상 메리 제인 왓슨이 그의 첫사랑이라고 생각했다.” 역할에 대해서는 '스파이더맨 3'에서 브라이스 댈러스 하워드가 연기한 스테이시의 역할에 대해서만 익숙했다고 덧붙였다. 영화는 대체적으로 좋은 평을 받았다. 2012년에 개봉한 영화 중 일곱번째로 좋은 흥행 성적을 올렸으며, 리부트한 영화 중 전세계에서 가장 좋은 성적을 올렸다. 스톤은 《헬프》 출연 당시 오디션 제의를 받았고, 《이지 A》 프리미어가 있던 날 앤드루 가필드와 함께 오디션을 봐서 캐스팅이 되었다. 스톤은 피플 초이스 어워드에서 좋아하는 영화 여자배우상을 포함한 세 개의 상을 수상했다. 그해 말, 스톤은 범죄 액션 비디오 게임 슬리핑 독스에서 목소리 연기로 스파이크 TV 비디오 게임 어워드에서 최우수 연기 휴먼 여성상 후보에 올랐다.
스톤은 2013년부터 드림웍스 애니메이션 제작의 컴퓨터 애니메이션 영화 《크루즈 패밀리》에서 라이언 레이놀즈가 연기한 캐릭터의 애인 목소리 역할을 맡기 시작했으며, 영화는 2013년 3월 22일에 공개되어 미국 아카데미상 최우수 장편 애니메이션 영화 후보에 올랐다. 그 후 16개의 단편으로 구성된 《무비 43》에 출연한 그녀는 그중에서도 그리핀 던이 감독한 단편 코미디 영화 《베로니카》에서 주연을 맡아 키어런 컬킨과 함께 출연하였다. 《좀비랜드》의 감독인 루빈 플라이셔와는 2013년 공개 된 《갱스터 스쿼드》에서 다시 협력했다. 라이언 고슬링과는 두번째로 같이 연기한 작품이며, 숀 펜, 조시 브롤린 등이 출연하였다. 스톤이 연기한 그레이스 패러데이는 고슬링이 연기한 제리 우터스 경사와 펜이 연기한 미키 코헨 사이에서 흔들린다는 역할이다.

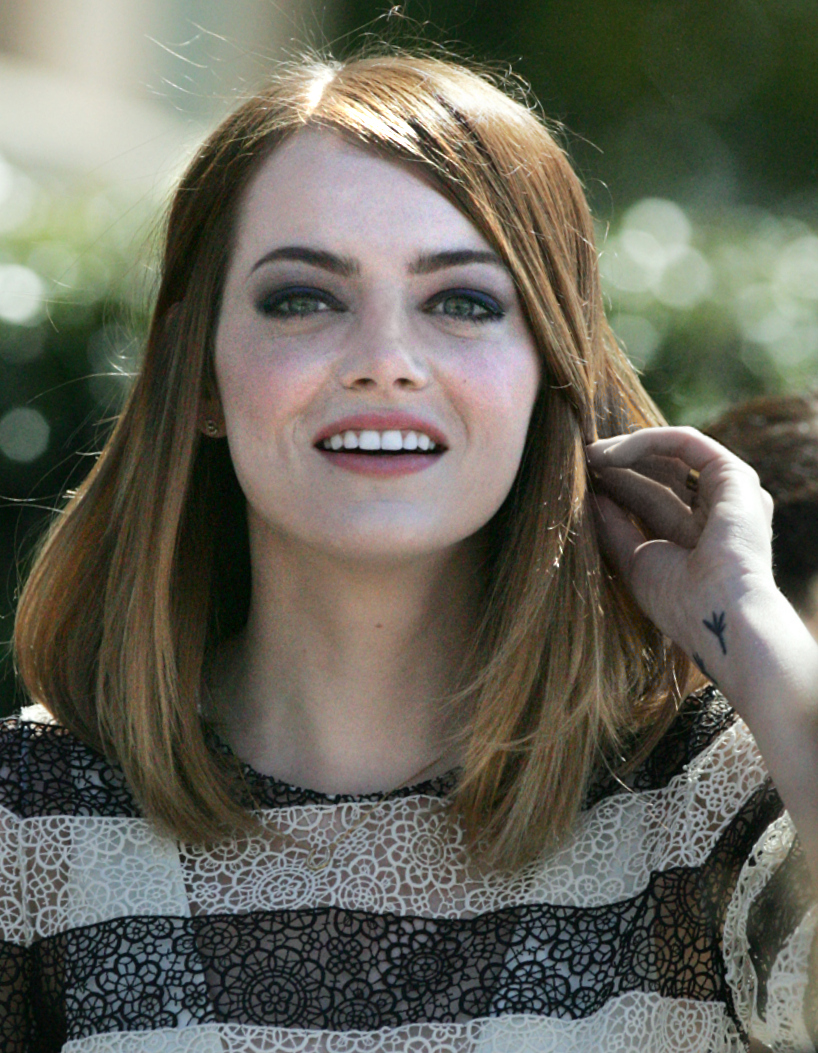
2014년 《어메이징 스파이더맨 2》 프리미어에서 스톤

2014년, 스톤은 《어메이징 스파이더맨 2》으로 그웬 스테이시 역을 다시 연기하였다. "토탈 필음"과의 인터뷰에서 자신의 성격이 영화의 주인공에 의존하지 않는다고 설명했다. 그녀의 연기는 비평가들로부터 호평을 받았고, 그 역할로 그녀는 2015 니켈로디언 키즈 초이스 어워드에서 좋아하는 영화 여자배우상을 수상했다. 그해 말, 스톤은 우디 앨런이 감독하고 콜린 퍼스가 출연하는 1920년대를 배경으로 한 로맨틱 코미디 영화 《매직 인 더 문라이트》에 캐스팅된 것이 발표되었다. 코트다쥐르에서 촬영이 시작되어 2014년 7월 25일 공개되었고, 괜찮은 상업적 상업적 성공을 거뒀다.
알레한드로 곤살레스 이냐리투가 감독한 블랙 코미디 드라마 영화 《버드맨》는 스톤의 2014년 개봉한 마지막 영화로 촬영은 2012년 4월부터 뉴욕에서 시작되었다. 마이클 키턴과 에드워드 노튼과 함께 출연한 이 영화에서 그녀는 재기의 강박에 시달리는 주인공 리건 톰슨의 딸 샘 톰슨 역할을 연기했다. 이냐리투는 그의 딸과의 경험을 바탕으로 캐릭터를 만들었다. 영화는 비평가들에 많은 찬사를 받았고, 최우수 작품상을 포함한 4개의 상을 수상하고 9개 부문에 후보에 오르며 제87회 미국 아카데미상에서 가장 주목을 받은 영화였다. 스톤은 그녀의 연기로 미국 아카데미상, 영국 아카데미 영화상(BAFTA), 골든 글로브상, 미국 배우 조합상(SAG), 크리틱스 초이스 영화상을 포함한 수많은 시상식에서 여우조연상 후보 지명을 받았다. 스톤은 2014년 11월부터 2015년 2월까지 브로드웨이 뮤지컬 《캬바레》의 리바이벌에 출연하여 미셸 윌리엄스에게서 역할을 이어 받았다.
스톤은 2015년에 개봉된 로맨틱 코미디 드라마 영화
《알로하》와 미스테리 드라마 영화 《이레셔널 맨》은 모두 작품성과 상업적으로 큰 실패를 거뒀고, 그녀의 역할은 비평가들에 혹평을 받아야 했다. 비판에도 불구하고 그녀는 2015 틴 초이스 어워드에서 초이스 무비 코미디 여자배우상 후보에 올랐다.

### 2016-현재:라라랜드, 헐리우드에서 성공 및 활약
스톤은 고슬링과 3번째 함께하고 데이미언 셔젤이 감독한 뮤지컬 코미디 드라마 영화 《라라랜드》에서 로스 앤젤레스에 사는 야심찬 배우 미아 돌란 역할을 연기했다. 스톤은 그녀의 성격에 대한 몇 가지 실생활 경험을 빌렸고, 준비 과정에서 《셰르부르의 우산》과 프레드 아스테어와 진저 로저스의 영화를 보았다. 그녀는 뮤지컬의 사운드트랙을 위해 6곡 "Another Day of Sun", "City of Stars", "Someone in the Crowd", "A Lovely Night", "Audition (The Fools Who Dream)"와 "City of Stars (Humming)"을 녹음했다. 영화는 2016년 베네치아 국제 영화제에서 개막작으로 선정되어 매우 긍정적인 평가를 받았으며, 스톤은 볼피컵 여우주연상을 수상했다. 그녀는 또한 미국 아카데미상, 영국 아카데미 영화상(BAFTA), 골든 글로브상와 미국 배우 조합상(SAG) 여우주연상을 수상하였다. 영화는 박스오피스에서도 3,000만 달러의 제작비를 들여 4억 4,000만 달러라는 높은 흥행 수익을 거뒀다.
스톤은 1973년 테니스 경기 실화를 기반으로 한 스포츠 코미디 드라마 영화 《빌리 진 킹: 세기의 대결》를 촬영하였고, 그녀는 테니스 선수 빌리 진 킹을, 상대 역할의 보비 리그스를 연기한 스티브 커렐과 공연했다. 준비 과정에서 스톤은 킹을 직접 만났고, 오래된 영상과 그녀의 인터뷰를 보고, 억양을 지도해 준 코치와 함께 킹의 악센트를 말하고, 칼로리가 높은 단백질 쉐이크를 마시며 체력 훈련을 했다. 이 영화는 2017년 토론토 국제 영화제에서 좋은 평가를 받았으며, 몇몇 비평가들은 스톤의 연기가 그녀의 경력 중 최고라고 말했다. 스톤은 네 번째 골든 글로브상 후보 지명을 받았다.
2017년 9월 스톤은 요르고스 란티모스이 감독한 시대극 영화 《더 페이버릿: 여왕의 여자》에서 아비게일 매셤 역할을 연기한다고 발표 되었다. 그녀는 또한 매튜 퀵의 2015년 소설을 기반으로 드라마 영화 《러브 메이 페일》에도 출연할 예정이며, 《101마리 강아지》를 리메이크한 실사 속편 영화 《크루엘라》에서 악녀 크루엘라 역할에 캐스팅 되었다. 스톤은 공개 예정인 넷플릭스의 TV 시리즈 《매니악》에 조나 힐과 함께 출연하며, 캐리 후쿠나가가 감독하고 주요 촬영은 2017년 8월에 시작되었다.

## 자선 활동
스톤 여러 자선 활동을 하고 있다. 스톤은 유방암에 대한 인식을 높이기 위한 캠페인에 출연했다. 또한 암 연구 단체이자 자선 단체인 스탠드 업 투 캔서의 홍보대사이다. 이 단체에서는 암 퇴치 및 자선 캠페인인 '유즈 더 포스 포 굿'(Use the Force for Good)의 일환으로, 스톤은 세스 로건, 아지즈 안사리, 켄 정, 에드 헬름스, 빌 헤이더, 앤디 샘버그, 제이미 킹, 잭 갤리퍼내키스, 새뮤얼 L. 잭슨과 함께 《스타 워즈》를 패러디하여 암 연구에 대한 중요성을 알리고, 기부 활동을 장려하였다. 2013년 5월 15일 어머니 크리스타와 함께 유방암 단체 길더스 클럽(Gilda's Club)의 뉴욕 자선 행사에 참석하였다. 어머니는 삼중 음성 유방암으로 진단을 받아 2008년에 완치 되었다. 2012년부터 2014년까지 그녀는 여성 암 퇴치를 돕는 엔터테인먼트산업재단의 "Revlon Run / Walk"를 주최했다.
2014년 뉴욕에서 스톤은 가필드와 함께 자신들을 찍는 파파라치 앞에서 이들은 카메라를 피하는 대신 자폐증을 앓고 있는 아이들과 암 환자들을 위한 정부기관 사이트 주소를 홍보하는 재치로 화제를 모았다. 찍힌 파파라치 사진에 의하면, 스톤과 가필드는 다음과 같이 적혀진 종이를 들고 있었다:
| “ | 우리는 식사 중에 파파라치들이 밖에 있다는 것을 알았어요. 이렇게 관심 받을 기회를 그럴 만한 자격이 있는 단체에게 주는 건 어떨까요? 좋은 하루 보내세요. | ” |

이 종이에는 위의 말과 함께 길더스 클럽과 세계 고아 지원 재단(World Wide Orphans)의 사이트 주소가 적혀있었다. 2014년에 찍힌 파파라치 사진에서도 비슷한 글귀가 적혀있었고, 길더스 클럽과 세계 고아 지원 재단은 물론 청소년 멘토링 단체인 유스 멘토링 커넥션(Youth Mentoring Connection)과 자폐아 지원 단체인 오티즘 스피크스(Autism Speaks)의 사이트 주소를 새로 적었다. 2014년 6월, 애리조나 주에 사는 자폐증을 앓고 있는 리엄은 스톤에게 오티즘 스피크스를 통해 감사하는 편지를 쓴 사진을 전하기도 했다. 스톤은 레블론의 모델로 활동하는데, 활동하는 이유로 "여성 암 퇴치에 많은 지원을 하고 이익을 여성들 삶 개선에 사용하는 놀라운 회사이기에 기꺼이 모델이 되었다."라고 말했다.
스톤은 2014년 세계자연기금에서 주최한 행성의 세계적 운동인 지구 시간(Earth Hour)에 참석했다. 2015년에 그녀는 제한된 또는 없는 자원으로 TV 및 영화 산업에 종사하는 사람들을 돕는 영화 & TV 기금을 지원하는 기금 모금 행사에 참여했다. 스톤은 페어런트 페어런트 후드의 후원자로 제89회 미국 아카데미상에서 단체 로고를 모델로 한 핀을 착용했다.

## 사생활
스톤은 2009년 로스앤젤레스에서 뉴욕의 그리니치빌리지로 거주지를 옮겼다. 2016년, 그녀는 다시 로스 앤젤레스로 이동했다. 언론의 노출이 많아 졌음에도 불구하고 그녀는 사적인 삶에 대해 이야기하기를 거부했다. "정상적인" 삶을 사는 것에 대해 그녀는 언론의 관심을 거의 찾지 못했다고 말했다. 스톤은 자신의 직업에 대한 열정을 표현하며, 롤모델 중 한명으로 배우 다이앤 키튼을 꼽았다. 그녀는 또한 프랑스의 배우 마리옹 코티야르에게도 영향을 받았다고 말했다. 스톤의 원래 머리 색깔은 금발이지만, 배우 데뷔 전에 다크 브라운으로 염색했다. 《슈퍼배드》 촬영 때 프로듀서의 권유로 빨간 머리로 염색하였다. 《어메이징 스파이더맨》에서는 역할을 위해 금발로 다시 돌아왔다. 스톤의 음역이 낮은 허스키 보이스는 아기였을 당시 영아 산통이 심했기 때문에 성대에 무리가 가 현재의 목소리가 되었다. 스톤은 자신의 가족과 가까운 관계로 애정을 드러내고 있다.
스톤에 따르면, 그녀는 영화 《이지 A》 촬영 중에 호흡 곤란을 겪은 후 발견한 천식을 앓고 있다.

### 연인 관계 및 가족

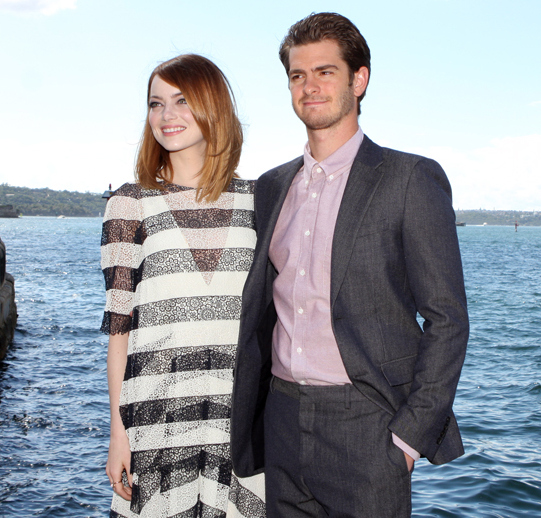
《어메이징 스파이더맨 2》 시드니 프리미어에서의 스톤과 전 연인 앤드류 가필드 (2014년)

2010년에 영화 《어메이징 스파이더맨》을 촬영하는 동안 함께 공연한 배우 앤드류 가필드와 실제로도 연인 사이로 발전하였다. 그들의 관계에 대해서는 언론에 의해 자주 노출 되었고, 약혼이나 결별에 대한 잦은 추측의 보도가 있었다. 두 사람은 여러 모습을 함께 하였지만 공개적으로 이야기하기를 거부했다. 2015년에 그들은 결별한 것으로 알려졌다.
2017년, 스톤은 새터데이 나이트 라이브 부분 감독 데이브 맥커리와 데이트를 시작했다. 그들은 2019년 12월 약혼하였고, 이듬해 결혼식을 올렸다 2021년 1월, 두 사람은 그들의 첫 아이의 임신 소식을 발표하였다. 2021년 3월, 그들의 첫 아이이자 딸이 태어났다.

## 수상 및 후보 목록
스톤은 영화《이지 A》와 《버드맨》등으로 미국 아카데미상 여우조연상과 두 번의 골든 글로브상 후보 지명 외에도 수많은 시상식에 후보 지명되었다. 영화 《라 라랜드》의 미아 역할로 비평가들의 찬사를 받아 제73회 베네치아 국제 영화제에서 볼피컵 여우주연상을 수상했고, 제74회 골든 글로브상 영화 뮤지컬·코미디 부문 여우주연상과 미국 배우 조합상(SAG) 여우주연상, 영국 아카데미 영화상(BAFTA) 여우주연상, 미국 아카데미상 여우주연상을 수상하였다.

## 같이 보기
- 아카데미상 최고 기록 목록